# エラワン・ミュージアム
エラワン・ミュージアム (タイ語: พิพิธภัณฑ์ช้างเอราวัณ、英：Erawan　Museum)は、タイのサムットプラーカーン県にある博物館である。
巨大な３つの頭を持つ象のオブジェでよく知られる。象の中は３層になっている。そこには博物館の所有者であり、遺物や遺産を保管するAncient Siam や Sanctuary of Truth museumsの創設者でもあったレク ビリヤパントの所有する古代の宗教的遺物と貴重なコレクションが展示されている。
博物館には多くのタイの文化を示す重要な彫刻が見られる。

## 博物館

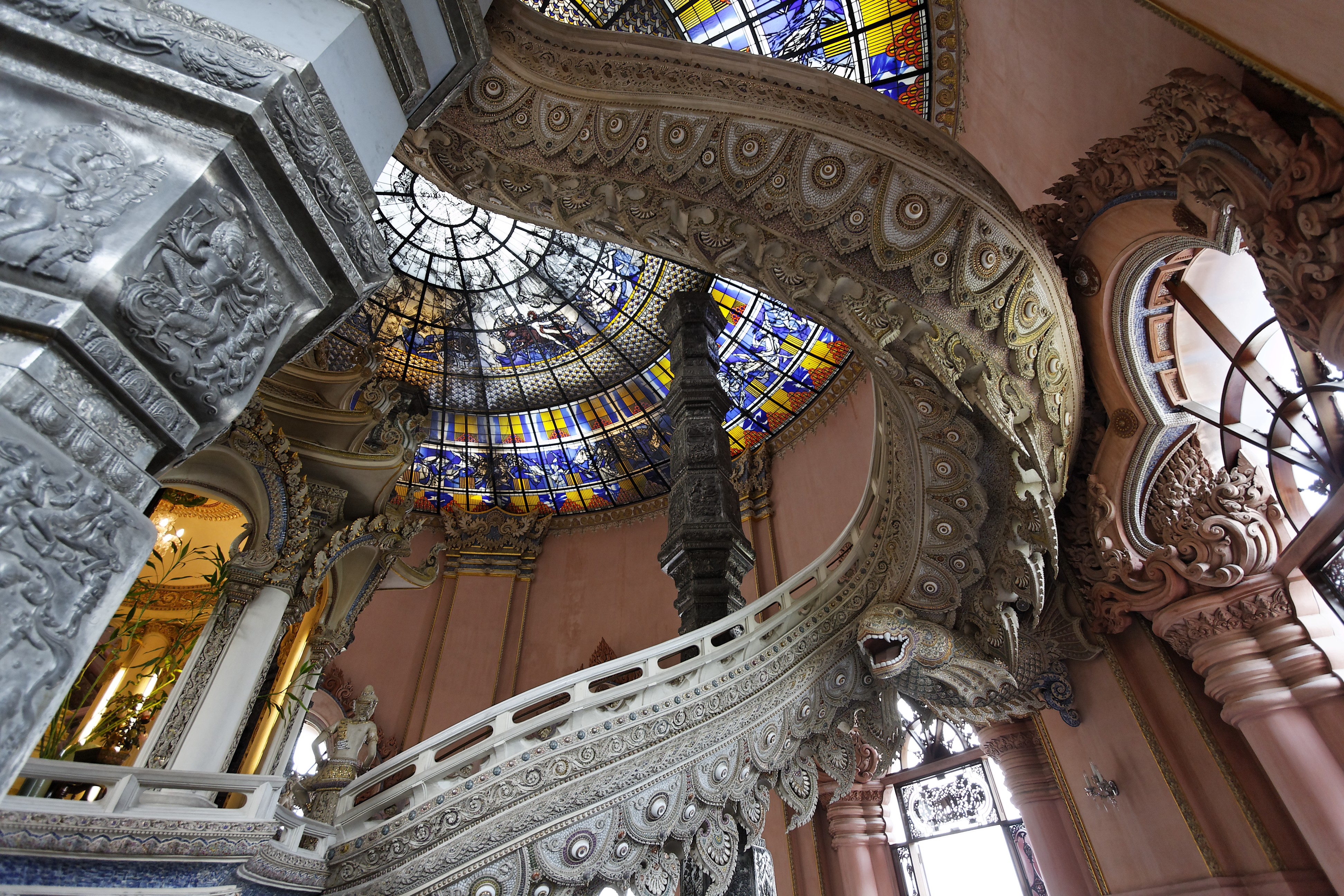
エラワン・ミュージアム内部

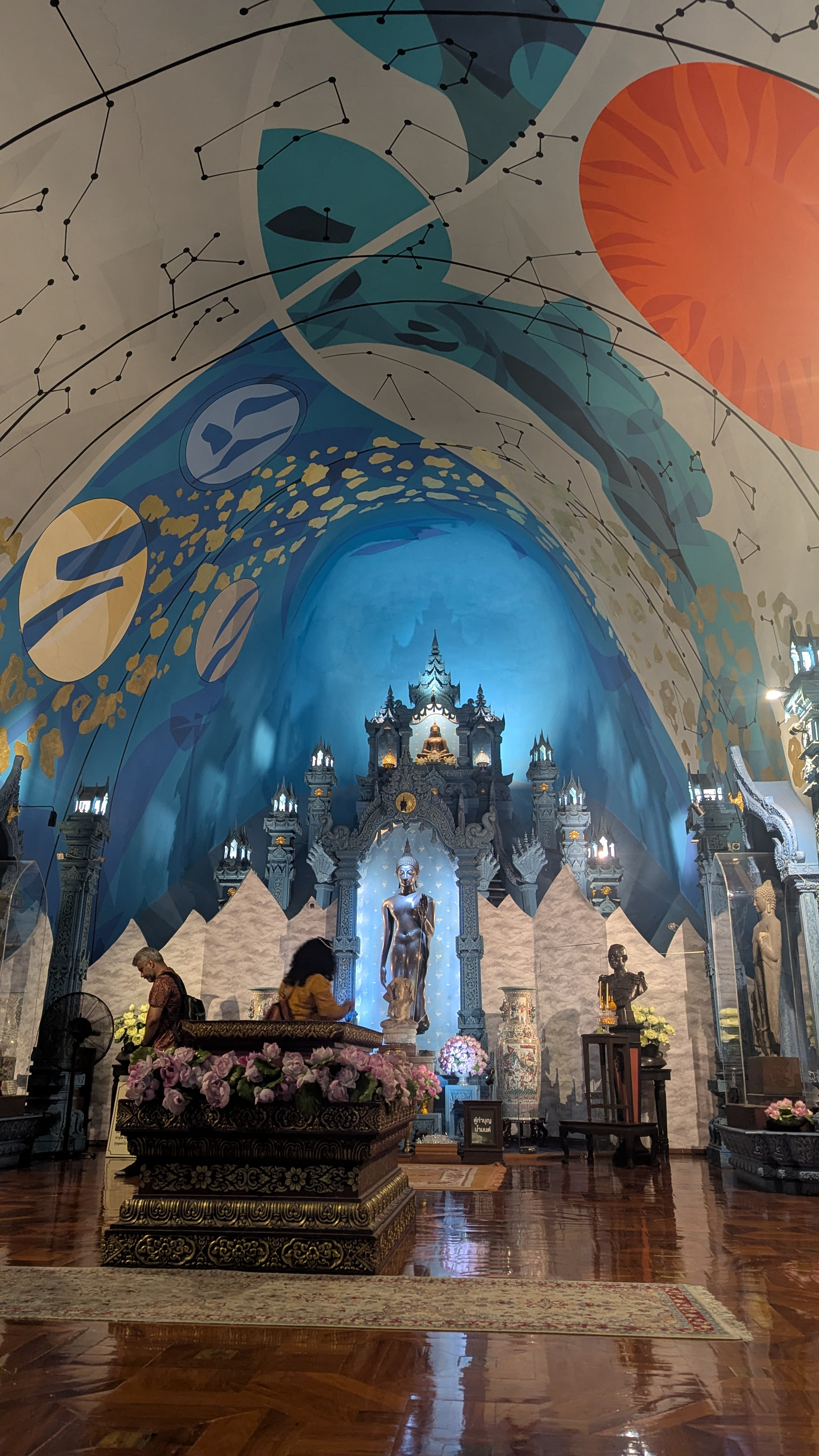
エラワン・ミュージアム最上階

巨大な３つの頭を持つ青銅製の象は、重さ250t、高さ29m、長さ39mで、高さ15m (49ft) の台座の上に立っている。博物館の内部は、ヒンズー教の宇宙観をモデルにしている。 下の２階は台座の内側にあり、最上階は象の胴体にある。
１階には明・清時代の中国の花瓶が展示されており、他にも博物館の建設の歴史が写真や文で説明されている。
2階には陶磁器やヨーロッパの陶器など、貴重な骨董品や芸術品が展示されている。中央には中国の千手観音像がある。
最上階は、仏教の宇宙論でメル山の頂上に位置するトラヴァティムサ ヘブンを表している。 ロッブリー、アユタヤ、ラーンナー、ラッタナーコーシンなど、いくつかの時代の遺物や仏像が展示されており、壁には宇宙観が表現されている。

## 参考
- “Erawan Museum” (英語).   エラワン・ミュージアム公式サイト. 2023年6月1日閲覧。
- “Erawan Museum,Samutpakarn”. 2013年1月17日時点のオリジナルよりアーカイブ。2023年6月2日閲覧。
- “Erawan Museum Tourist”. 2023年6月1日閲覧。

座標: 北緯13度37分42秒 東経100度35分20秒 / 北緯13.62833度 東経100.58889度